# Клайн-Гаглов
Клайн-Га́глов или Го́головк (нем. Klein Gaglow; н.-луж. Gogolowk) — деревня в Нижней Лужице, Германия. Входит в состав коммуны Кольквиц района Шпре-Найсе в земле Бранденбург.

## География
Находится при юго-западной административной границы Котбуса недалеко от федеральной автомобильной дороги 15. Граничит с городскими районами Захсендорф на севере и Грос-Гаглов на востоке.
Соседние населённые пункты: на юго-западе — деревня Лютоль коммуны Дребкау, на востоке — Грос-Гаглов (район Котбуса), на юге — деревня Аннахоф (в настоящее время входит в городские границы Дребкау), на западе — деревня Гайнк и на северо-западе — административный центро коммуны Кольквиц.

## История
Впервые упоминается в 1389 году под наименованием Gogolow minor.
В настоящее время деревня входит в состав культурно-территориальной автономии «Лужицкая поселенческая область», на территории которой действуют законодательные акты земель Саксонии и Бранденбурга, содействующие сохранению лужицких языков и культуры лужичан.

## Население
Официальным языком в населённом пункте, помимо немецкого, является также нижнелужицкий язык.
Согласно статистическому сочинению «Dodawki k statisticy a etnografiji łužickich Serbow» Арношта Муки в 1884 году проживало 243 человека (из них — 233 серболужичанина (96 %)).
Лужицкий демограф Арношт Черник в своём сочинении «Die Entwicklung der sorbischen Bevölkerung» указывает, что в 1956 году при общей численности в 732 человека серболужицкое население деревни составляло 1,2 % (из них нижнелужицким языком активно владело 6 человек и 3 — пассивно).
| 1875 | 1890 | 1910 | 1925 | 1946 | 1964 | 1971 | 1981 | 1992 | 2006 |
| ---- | ---- | ---- | ---- | ---- | ---- | ---- | ---- | ---- | ---- |
| 247  | 243  | 387  | 386  | 750  | 663  | 621  | 355  | 319  | 430  |